# Ерволино, Антонио Пио
Антонио Пио Ерволино (итал. Antonio Pio Iervolino; родился 23 мая 2003 года, Сан-Дженнаро-Везувиано, Италия) — итальянский футболист, полузащитник клуба «Салернитана».

## Карьера
Антонио Пио Ерволино — воспитанник «Интернационале», «Новары», «Имолезе» и «Салернитаны». За последних дебютировал 27 мая 2023 года в 37-м туре Серии A против «Удинезе».

## Личная жизнь
Антонио Пио Ерволино — племянник президента «Салернитаны» Данило Ерволино. После смерти из-за лейкемии Анджело — отца Антонио Ерволино, который был большим фанатом футбола, — Данило приютил его для того, чтобы «следить за ним и быть с ним рядом» и что он ему «как сын».